# Communicatieadviseur
Een communicatieadviseur, of communicatiespecialist, is een beroepsbeoefenaar die advies geeft over de communicatie van een organisatie of persoon. Communicatieadviseurs worden ingezet om een communicatiestrategie op te zetten en uit te voeren, zodat zo'n persoon of bedrijf, een maatschappelijke organisatie, een politieke partij of bijvoorbeeld een overheidsinstelling in dialoog kan komen met haar omgeving. Een communicatieadviseur ondersteunt ook de interne communicatie.